# NGC 6305
NGC 6305 is een elliptisch sterrenstelsel in het sterrenbeeld Altaar. Het hemelobject werd op 5 juli 1836 ontdekt door de Britse astronoom John Herschel.

## Synoniemen
- ESO 138-19
- PGC 60029